# Ermengol VI
Ermengol VI  zwany tym z Kastylii (ur. 1096 w Valladolid, zm. 1154) – hrabia Urgell w latach 1102–1154, syn Ermengola V i Maríi Ansúrez. Do osiągnięcia pełnoletniości pozostawał pod opieką swojego dziadka Pedro Ansúreza, władcy Valladolid.
Z pomocą Gueraua II de Cabrera, rzeczywistego rządcy hrabstwa, i Rajmunda Berengara III z Barcelony, podbił w 1106 miasto Balaguer, które od tego momentu przekształcono w stolicę hrabstwa. Współdziałał z Alfonsem I Walecznym przy podboju Saragossy w 1118 oraz z Alfonsem VII podczas ekspedycji na Almeríę w 1147. Utrzymywał dobre stosunki z hrabiami Barcelony. W 1149, wraz z Rajmundem Berengarem IV, odbił Lleidę z rąk muzułmanów i brał udział w repoblacji prowincji.
Przed sierpniem 1126 ożenił się z Arsendą de Cabrera, córką Ponce de Cabrera, wicehrabiego Àger. Z tego małżeństwa miał trójkę dzieci:
- syna Ermengola
- córkę Sibilę, później żonę Ramona Folcha, wicehrabiego Cardony
- córkę Stefanię, żonę Arnau Mira z hrabstwa Pallars Jussà.

Około 1135 ożenił się powtórnie z Elvirą de Lara. Miał z nią dwójkę potomstwa:
- syna Galcerana de Sales
- córkę Maríę.